# Medinilla dolichophylla
Medinilla dolichophylla är en tvåhjärtbladig växtart som beskrevs av Elmer Drew Merrill. Medinilla dolichophylla ingår i släktet Medinilla och familjen Melastomataceae. Inga underarter finns listade i Catalogue of Life.